# U.S. Men's Clay Court Championships 2023
Lo U.S. Men's Clay Court Championships 2023, ufficialmente Fayez Sarofim & Co. U.S. Men's Clay Court Championships 2023, è stato un torneo di tennis giocato sulla terra rossa. È stata la 111ª edizione del torneo facente parte dell'ATP Tour 250 nell'ambito dell'ATP Tour 2023. Si è giocato al River Oaks Country Club di Houston, negli Stati Uniti, dal 3 al 9 aprile 2023.

## Partecipanti al singolare

### Teste di serie
| Nazionalità | Giocatore               | Ranking | Testa di serie* |
| ----------- | ----------------------- | ------- | --------------- |
| Stati Uniti | Frances Tiafoe          | 14      | 1               |
| Stati Uniti | Tommy Paul              | 19      | 2               |
| Stati Uniti | Brandon Nakashima       | 45      | 3               |
| Stati Uniti | John Isner              | 46      | 4               |
| Stati Uniti | Jeffrey John Wolf       | 50      | 5               |
| Australia   | Jason Kubler            | 70      | 6               |
| Stati Uniti | Marcos Giron            | 71      | 7               |
| Argentina   | Tomás Martín Etcheverry | 73      | 8               |

* Ranking al 20 marzo 2023.

#### Altri partecipanti
I seguenti giocatori hanno ricevuto una wildcard per il tabellone principale:
- Steve Johnson
- Jack Sock
- Fernando Verdasco

I seguenti giocatori sono entrati nel tabellone principale passando dalle qualificazioni:

- Yosuke Watanuki
- Tomáš Macháč
- Yannick Hanfmann
- Aleksandar Vukic

Il seguente giocatore è entrato in tabellone come lucky loser:
- Zizou Bergs

#### Ritiri
Prima del torneo
- Filip Krajinović → sostituito da  Gijs Brouwer
- Adrian Mannarino → sostituito da  Aleksandar Kovacevic
- Wu Yibing → sostituito da  Daniel Altmaier
- Brandon Nakashima → sostituito da  Zizou Bergs

## Partecipanti al doppio

### Teste di serie
| Nazione     | Giocatore         | Nazione     | Giovatore       | Ranking* | Testa di serie |
| ----------- | ----------------- | ----------- | --------------- | -------- | -------------- |
| Australia   | Rinky Hijikata    | Australia   | Jason Kubler    | 69       | 1              |
| Stati Uniti | Nathaniel Lammons | Stati Uniti | Jackson Withrow | 83       | 2              |
| Regno Unito | Julian Cash       | Regno Unito | Henry Patten    | 122      | 3              |
| Svezia      | André Göransson   | Giappone    | Ben McLachlan   | 125      | 4              |

* Ranking al 20 marzo 2023.

### Altri partecipanti
Le seguenti coppie di giocatori hanno ricevuto una wildcard per il tabellone principale:
- William Blumberg /  Christian Harrison
- Hunter Reese /  Reese Stalder

La seguente coppia di giocatori è entrata in tabellone con il ranking protetto:
- Hugo Dellien /  Emilio Gómez

### Ritiri
Prima del torneo
- Cristian Garín /  Emilio Gómez → sostituiti da  Hugo Dellien /  Emilio Gómez

## Punti
| Evento    | V   | F   | SF | QF | 2T | 1T   | Q    | Q2   | Q1   |
| Singolare | 250 | 150 | 90 | 45 | 20 | 0    | 12   | 6    | 0    |
| Doppio    | 250 | 150 | 90 | 45 | 0  | N.D. | N.D. | N.D. | N.D. |

## Montepremi
| Evento    | V       | F       | SF      | QF      | 2T      | 1T     | Q2     | Q1     |
| Singolare | $97,760 | $57,025 | $33,525 | $19,425 | $11,280 | $6,895 | $3,445 | $1,880 |
| Doppio*   | $33,960 | $18,170 | $10,660 | $5,950  | $3,510  | N.D.   | N.D.   | N.D.   |

* per team

## Campioni

### Singolare
Frances Tiafoe ha sconfitto in finale  Tomás Martín Etcheverry con il punteggio di 7–6(1), 7–6(6).
• È il secondo titolo in carriera per Tiafoe, il primo in stagione.

### Doppio
Max Purcell /  Jordan Thompson hanno sconfitto in finale  Henry Patten /  Julian Cash con il punteggio di 4–6, 6–4, [10–5].